# 64 Ōzumō
64 Ōzumō (64大相撲, 64 Professional Sumo Wrestling) es un videojuego de Sumo para Nintendo 64 que únicamente llegó al mercado en Japón. Desarrollado y publicado por Bottoms Up, el juego salió al mercado japonés el 28 de noviembre de 1997.
En general, se calificó como un juego relativamente malo. GameSpot le dio, por ejemplo, un 3,9 sobre 10. Los gráficos se consideraron "mediocre en lo mejor" y el juego está totalmente en japonés.
A pesar de la mala reputación, el juego generó posteriormente una secuela: 64 Ōzumō 2.

## Trama
64 Ōzumō permite al jugador la simulación de diversos aspectos de un luchador que sumo tiene que pasar, así como las dietas que debe llevar y la formación física entre otros.
El juego incluye también un modo multijugador.
- Datos: Q2712783